# Бий-пий
Бий-пий — гаряча закуска з м'ясом в Киргизії.

## Приготування
Яловичі нирки необхідно попередньо вимочити у воді протягом 2-3 годин, потім нирки відварити. Печінку обшпарити окропом, зняти плівку. Підготовлені субпродукти порізати. Цибулю порізати півкільцями. Помідори та картоплю - скибочками. Жир розтопити на пательні, обсмажити в ньому цибулю без зміни кольору. Додати на пательню субпродукти, обсмажити, помішуючи, протягом 5 хвилин. Додати картоплю і помідори, закрити пательню кришкою і тушкувати все 15-20 хвилин. При подачі посипати закуску рубаною зеленню.